# 汐止添福宮茄苳樹
25°03′58″N 121°40′22″E / 25.066177°N 121.672879°E
汐止添福宮茄苳樹，是位於臺灣新北市汐止區茄苳里的茄苳樹，位在添福宮後面，被當地人視為神樹。

## 生態
此樹位在汐止茄苳路底新台五路高架橋下的汐止添福宮，也是汐平古道中的保長坑古道起點處。據廟方碑文推估該樹齡超過400年，但2009年報導時臺北縣府估算這樹齡僅約140年、樹高約12公尺、胸圍4.6公尺。廟碑還寫先民沿基隆河溯河而上至蜂仔峙庄（今汐止）登陸，至瑪琉溪岸墾殖，發現谷中此棵卓然聳立的茄苳樹，遂將此地名取名為「茄苳腳」。當地的茄苳路、茄苳里都以此樹為名。
1995年8月8日報導，此樹幹遭白蟻蝕蛀，導致基幹被淘空，再加上根部土地遭水泥封死，由添福宮廟公李金塗夫婦及時發現，用炷香薰走白蟻，才大大減輕病情，此外夫婦倆又定期在樹根處澆水，才挽回老樹老命。經汐止鎮代王澄鎰的奔走疾呼後，獲得相當迴響，於是次日下午汐止鎮長廖學廣親率工作人員，赴現場將水泥開封。
汐止添福宮主委郭義雄表示，2004年起茄苳主幹基部常遭白蟻侵蝕，形成籃球般大小的蛀洞，遂在洞內安置香爐以煙熏治。次年8月，又發現較高的樹葉遭白蟻啃食，樹幹上也生長青苔。2005年泰利颱風時，主幹攔腰吹斷，郭義雄就請農業局盡速找樹醫師搶救。
在2009年報導時，該棵樹乃台北縣政府列冊管理130多棵老樹中，汐止市唯一中選的老樹。政府曾每年補助給添福宮新臺幣6000元代為照顧。後來費用中斷，改由添福宮義工人力自行修剪。添福宮主委、市民代表陳自勇就在臨時會提案，讓市公所補助維護經費，獲決議通過。

## 信仰
當地茄苳里長鄭清港，說該樹為當地里民的信仰中心。廟方在元宵節也會舉行活動。
該樹相傳有老農夫夢到土地公指示，只要把中午的便當掛在老茄苳樹上，就可保持新鮮。老農夫依言行事，便當果然沒有酸臭。此後當地農夫就如此效仿。
另一傳說是相傳台灣日治時代有村人見到茄苳樹洞內發出金光，日本駐軍據報趕往了發現洞內有一隻口中含珠並吐出鮮亮唾液的金色蜈蚣，有七、八尺長。士兵想捕捉時，蜈蚣卻已消失無蹤。

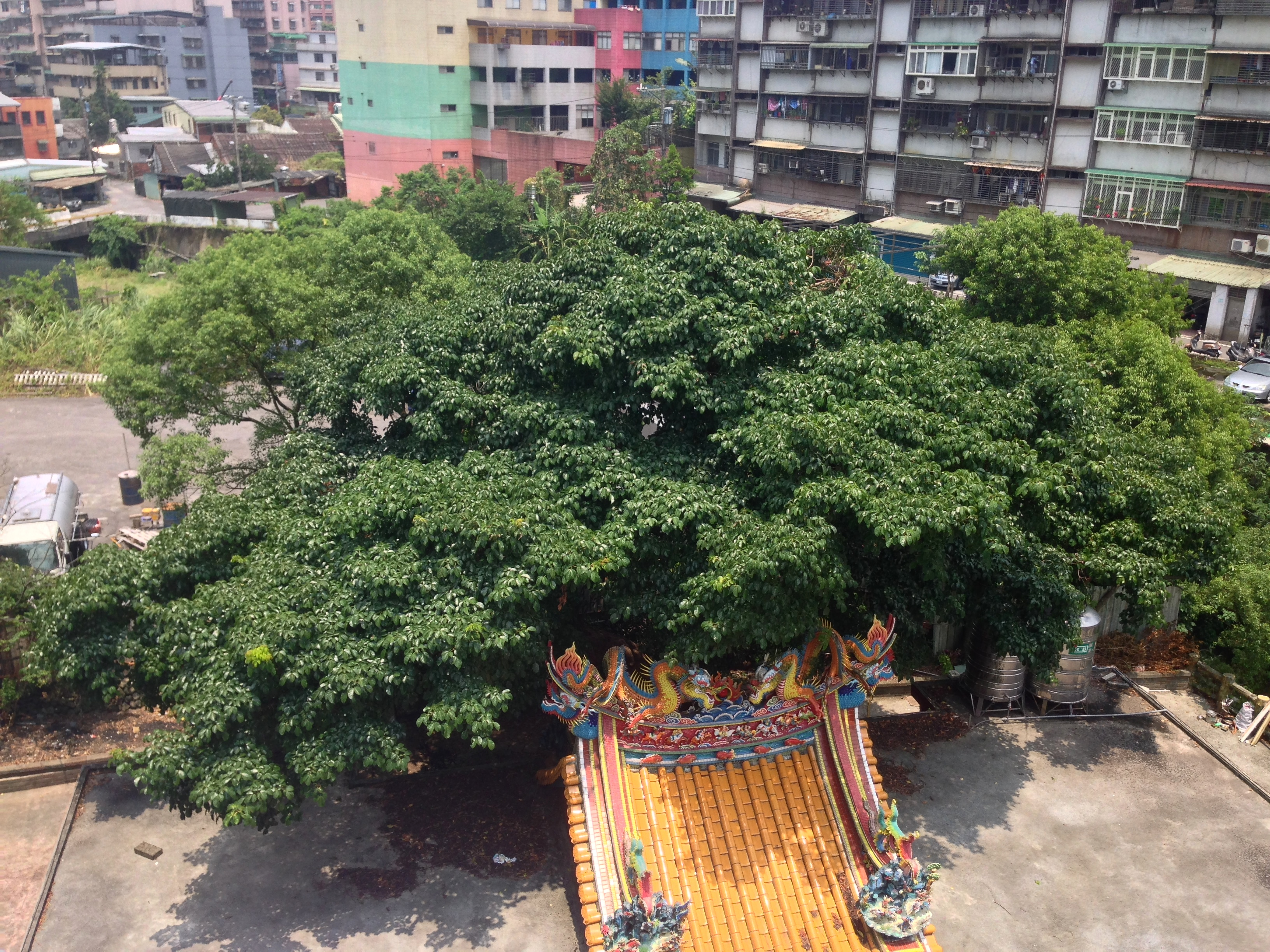
從茄苳一號橋拍茄苳老樹，新廟將原小廟包覆。
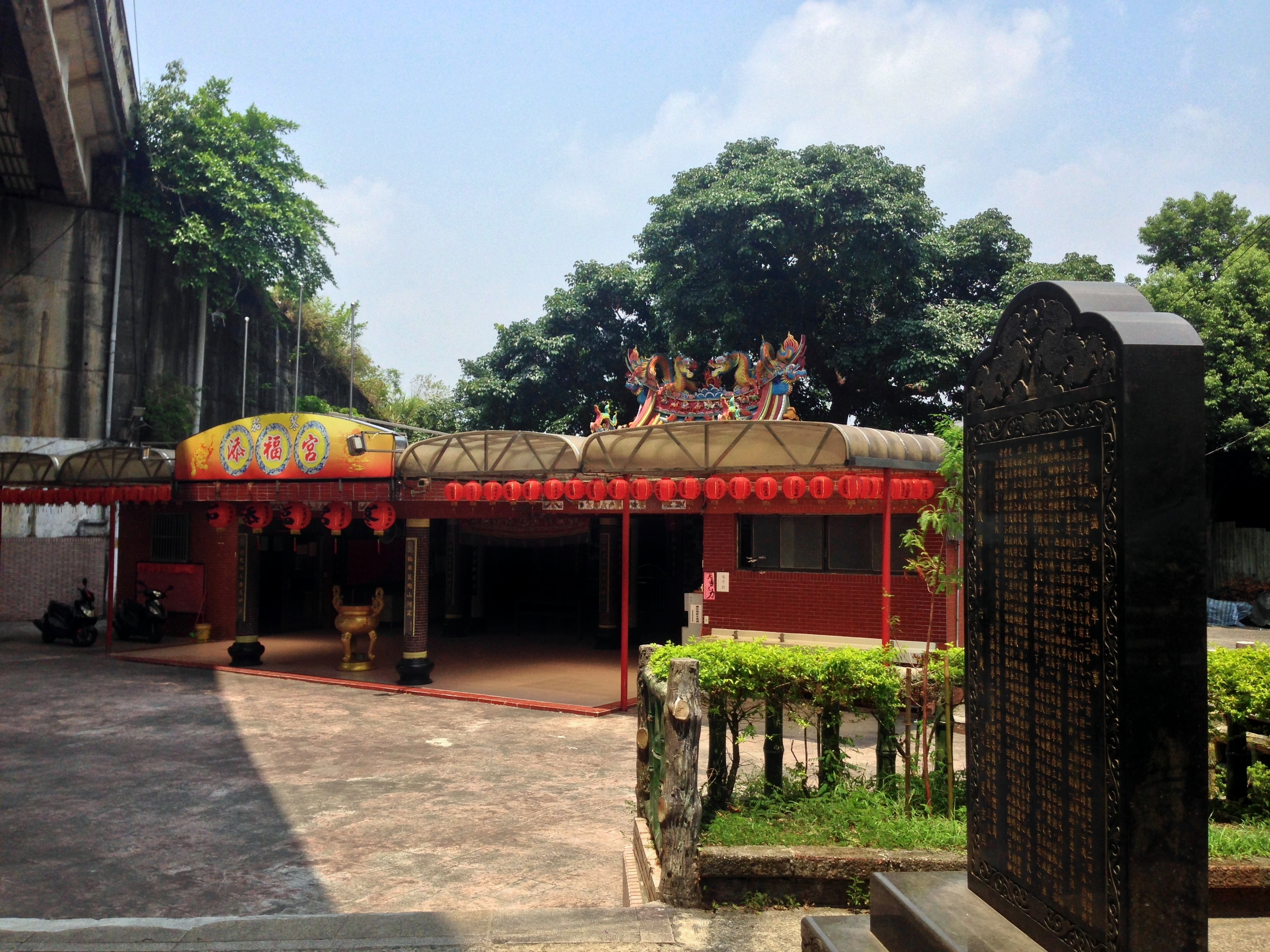
添福宮
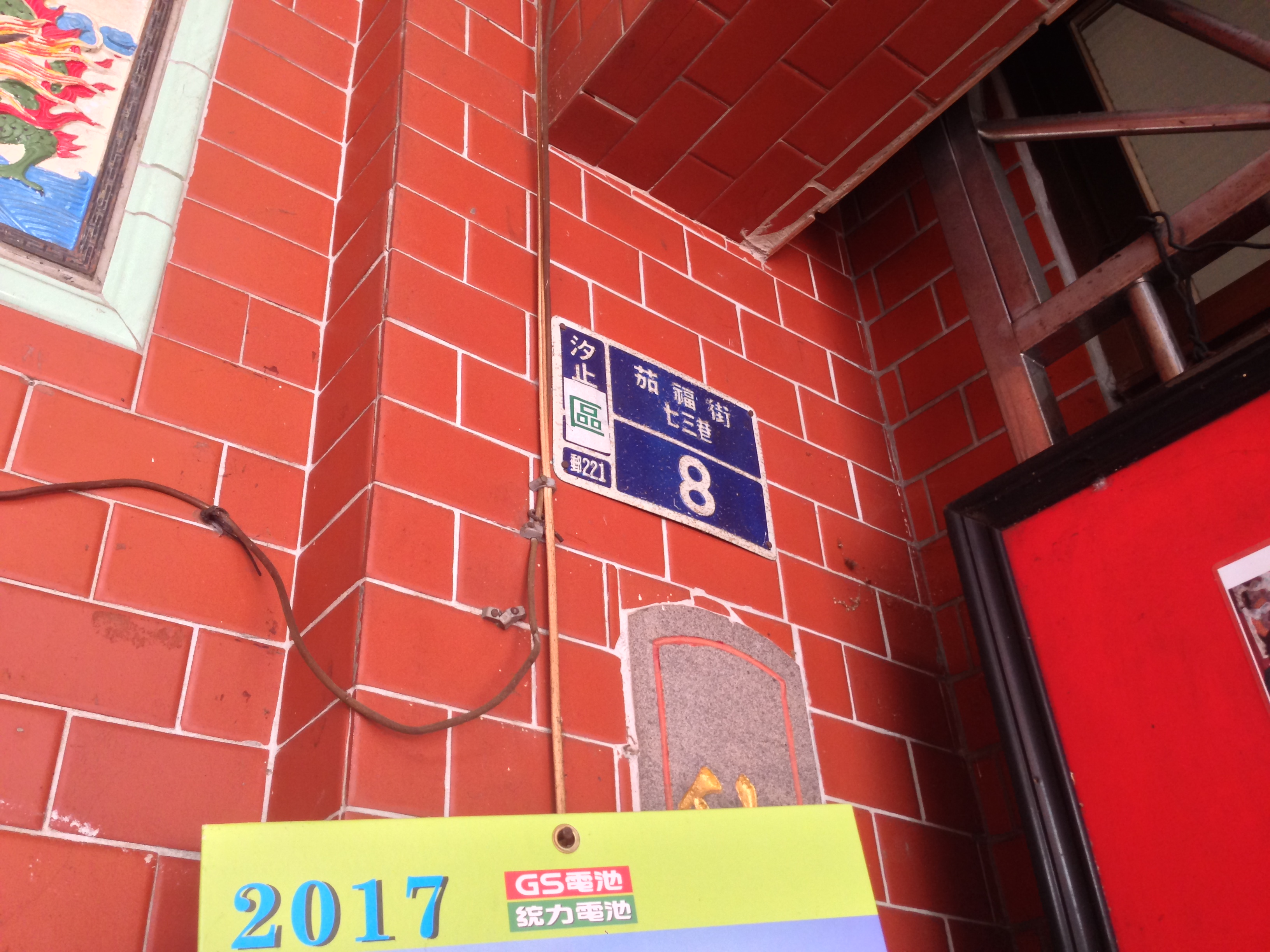
添福宮門牌為茄福街73巷8號。